# Digitopressió

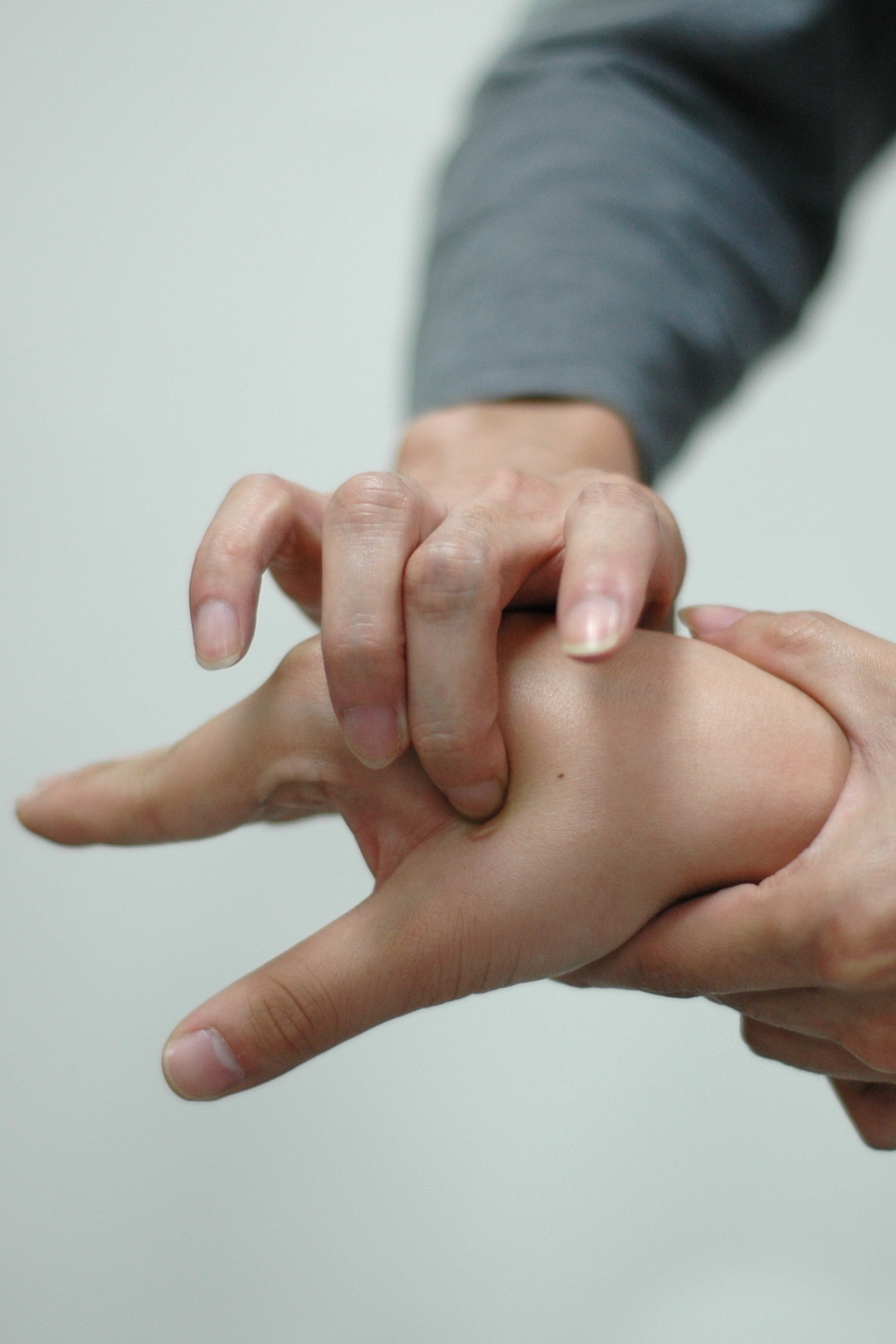
Punt de digitopressió HéGŭ L.I. 4, conegut també com a 合谷

La digitopressió o acupressió és una tècnica de la medicina alternativa xinesa que consisteix a fer pressió en determinats punts del cos, utilitzant els dits o altres dispositius. És semblada a l'acupuntura i la digitopuntura (xiatsu). Segons alguns estudis, no existeix una evidència prou confiable a favor de la seva efectivitat.
Es basa en el concepte d'energia vital que flueix a través de "meridians" en el cos. En el tractament, s'aplica pressió física als punts d'acupuntura o punts gallet ashi, amb l'objectiu de modificar determinats bloquejos.

## Context
Els punts d'acupuntura poden o no estar a la mateixa àrea del cos que el símptoma. La teoria de la medicina xinesa per a la selecció de determinats punts i la seva efectivitat és que funcionen estimulant el sistema de meridians per produir un alleujament i reequilibrar el yin, el yang i el qì (també lletrejat "txi").
Moltes arts marcials d'Àsia oriental també estudien i utilitzen la digitopressió amb finalitats d'autodefensa i salut (chin na, tui na). Es diu que els punts o combinacions de punts s'utilitzen per manipular o incapacitar a un oponent. A més, els artistes marcials estimulen manulament i de manera regular els seus propis punts de digitopressió per a eliminar presumptes bloquejos dels seus propis meridians. Així millora la seva circulació i flexibilitat i mantenen els punts "suaus" o menys vulnerables a un atac.

## Efectivitat
Una revisió sistemàtica de 2011 sobre l'eficàcia de la digitopressió per tractar símptomes va trobar que 35 dels 43 assajos controlats aleatoris havien conclòs que la digitopressió era eficaç per tractar certs símptomes. No obstant això, la naturalesa d'aquests 43 estudis "indica una probabilitat significativa de biaix". Els autors d'aquesta revisió sistemàtica van concloure que aquesta "revisió d'assajos clínics de l'última dècada no va presentar un argument rigorós a favor de l'eficàcia de la digitopressió per a alleugerir els símptomes. Es necessiten estudis controlats aleatoris ben dissenyats per determinar la utilitat i eficàcia de la digitopressió, amb una varietat de símptomes i en una sèrie de poblacions de pacients".
Una revisió per Cochrane el 2011 amb quatre assajos sobre l'ús de l'acupuntura i nou estudis fent servir la digitopressió per controlar el dolor en el part va concloure que "l'acupuntura o la digitopressió poden ajudar a alleujar el dolor durant el part, però es necessiten més investigacions". Una altra revisió de la Col·laboració Cochrane va trobar que el massatge oferia algun benefici a llarg termini per al dolor lumbar i afirmava: "Sembla que les tècniques de massatge de digitopressió o de punts de pressió brinden més alleujament que el massatge clàssic (suec), encara que es necessiten més recerques per a confirmar-ho".

## Dispositius de digitopressió

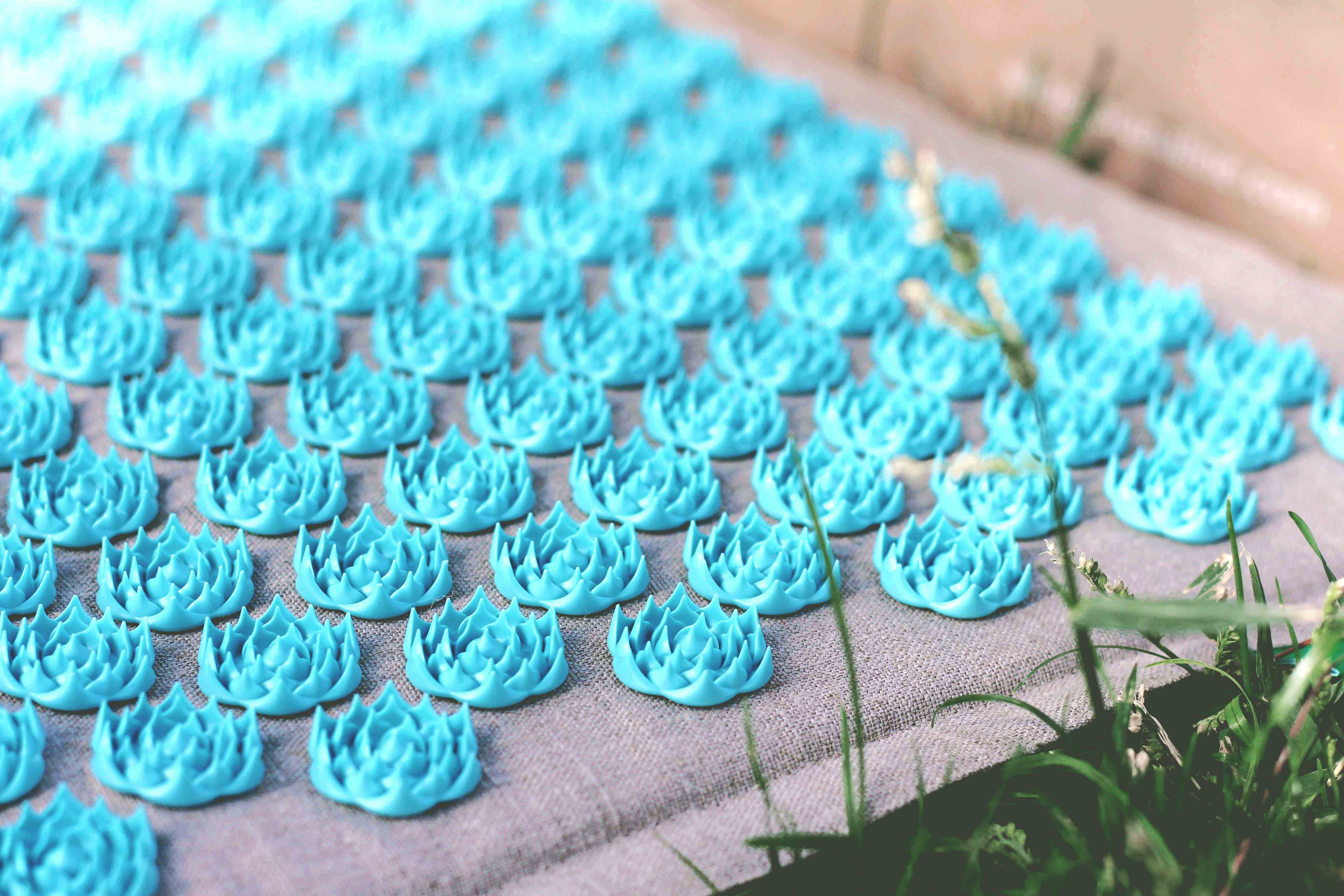
Estoreta de digitopressió

L'estoreta de digitopressió està composta per una base de matalàs amb múltiples elements per massatges punxeguts. El massatge amb l'estoreta de digitopressió s'efectua posant-se al damunt, exercint una pressió contra les puntes dels elements que pressionen. S'utilitza buscant alleujar els dolors, millorar la microcirculació de la pell, millorar la qualitat del dormir o augmentar el rendiment esportiu.
L'anell de digitopressió serveix per al massatge en els dits de les mans i dels peus. Es creu que millora la circulació de la sang i estimula els meridians per les seves terminacions en els dits.
Les boles de digitopressió s'utilitzen per a un massatge localitzat. Les seves puntes estimulen els punts de digitopressió i la circulació sanguínia i poden alleugerir tensions.